# قناة اتحادية (تشريح)
القناة الاتحادية، وتعرف أيضاً باسم «قناة هانسن الاتحادية» هي جزء من أذن الإنسان الداخلية. تربط الجزء السفلي من الكييس بالقناة القوقعية باقرب من نهاية الدهليز.